# Língua paraujano
Paraujano é uma língua aruaque falada pelo povo Paraujano, ou Anu, da Venezuela. Os Paraujanos vivem junto ao Lago de Maracaibo, Zulia, no noroeste da Venezuela.
Os parajuanos chamam a si póprioss de Anu, que significa "pessoas". Eles receberam o nome de Paraujano dos vizinhos Guajiros. A combinação de palaa, que significa 'mar' e anu significa literalmente 'pessoas do mar', ou pescadores. Os Paraujano vivem em palafitas e são habilidosos na pesca com barcos.
De acordo com um censo de 2011, mais de 21.000 pessoas se identificam como Paraujano.

## Classificação
Paraujano é uma língua Aruaque Setentrional ou Maipurana, linguagem. É derivada do  Gaujiro, mas é uma linguagem distinta e não um dialeto do Gaujiro. As duas línguas estão intimamente relacionadas. De acordo com a análise lexicostatística realizada por Oliver (1989), as duas línguas devem ter divergido em torno de 900 a.C.

## Falantes
O Paraujano está criticamente ameaçado de extinção, quase extinta. A região de Maracaibo começou a transformar-se em um centro industrial amplamente povoado no início dos anos 1900, já que muito petróleo foi extraído do lago de Maracaibo. Como os Paraujanos logo no início se misturaram com outras etnias, sua língua foi difundida e falada por alguns dos recém-chegados. No entanto, na década de 1970, restavam apenas treze falantes. Hoje, há um falante fluente sobrevivente, ele tem trinta anos e se chama Yofri Márquez, que aprendeu o idioma por meio de sua avó. Existem alguns falantes parciais, a maioria dos idosos. Os esforços de revitalização incluem a instrução de Paraujano em seis escolas regionais de ensino fundamental e o estabelecimento de várias organizações culturais.

## Léxico
O Paraujano incorporou algumas palavras espanholas em seu vocabulário. Das oitenta e nove palavras disponíveis da lista de Swadesh, seis são substitutos espanhóis.

## Escrita
A língua Parajuano usa o alfabeto latino numa forma reduzida sem o uso das letras B, D, F, G, Q,V, X, Z. C e H são usadas somente em CH'; Usam-se também as 5 vogais dobradas e ainda Ü e Üü.

## Fonologia
Os sons do Paraujano são 14 consoantes pulmônicas e 11 vogais.
| Consonantes       | Bilabial | Alveolar | Post-alveolar | Palatal | Velar | Glotal |
| ----------------- | -------- | -------- | ------------- | ------- | ----- | ------ |
| Oclusiva/Africada | p        | t        | tʃ            |         | k     |        |
| Fricativa         |          |          | ʃ             |         |       | h      |
| Nasal             | m        | n        |               | ɲ       |       |        |
| Aproximante       |          |          |               | j       | w     |        |
| Oclosiva          |          | ɾ        |               |         |       |        |
| Lateral           |          | l        |               |         |       |        |

| Vogais  | Anterior | Central | Posterior |
| ------- | -------- | ------- | --------- |
| Fechada | i iː     | ɨ ɨː    | u uː      |
| Medial  | e eː     |         | o oː      |
| Aberta  |          | a aː    |           |

Os fonemas do Paraujano diferem daqueles do Guajiro, língua estreitamente relacionada, principalmente em vogais e devido à incorporação do léxico espanhol. Há vários alofones em Paraujano. Entre essas, há uma tendência para palatização ou nasalização.